# Crocifisso di San Damiano
Il Crocifisso di San Damiano è l'icona a forma di croce dinanzi a cui Francesco d'Assisi stava pregando quando ricevette la richiesta del Signore di riparare la sua casa. La croce originale è attualmente appesa nella basilica di Santa Chiara ad Assisi. I francescani curano questa croce come simbolo della loro missione datagli da Dio. La croce è considerata un'icona, perché contiene immagini di persone che prendono parte al significato della croce stessa.

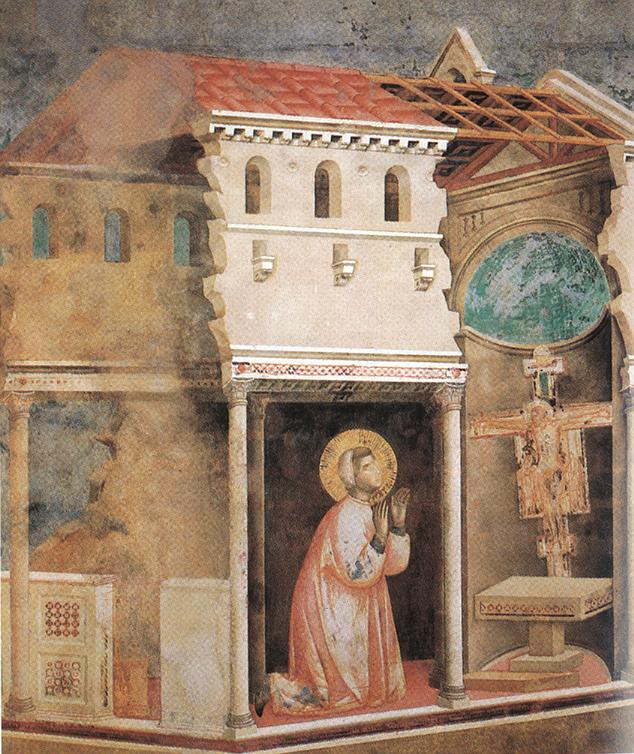
Preghiera in San Damiano, Giotto, Basilica superiore di Assisi

## Storia

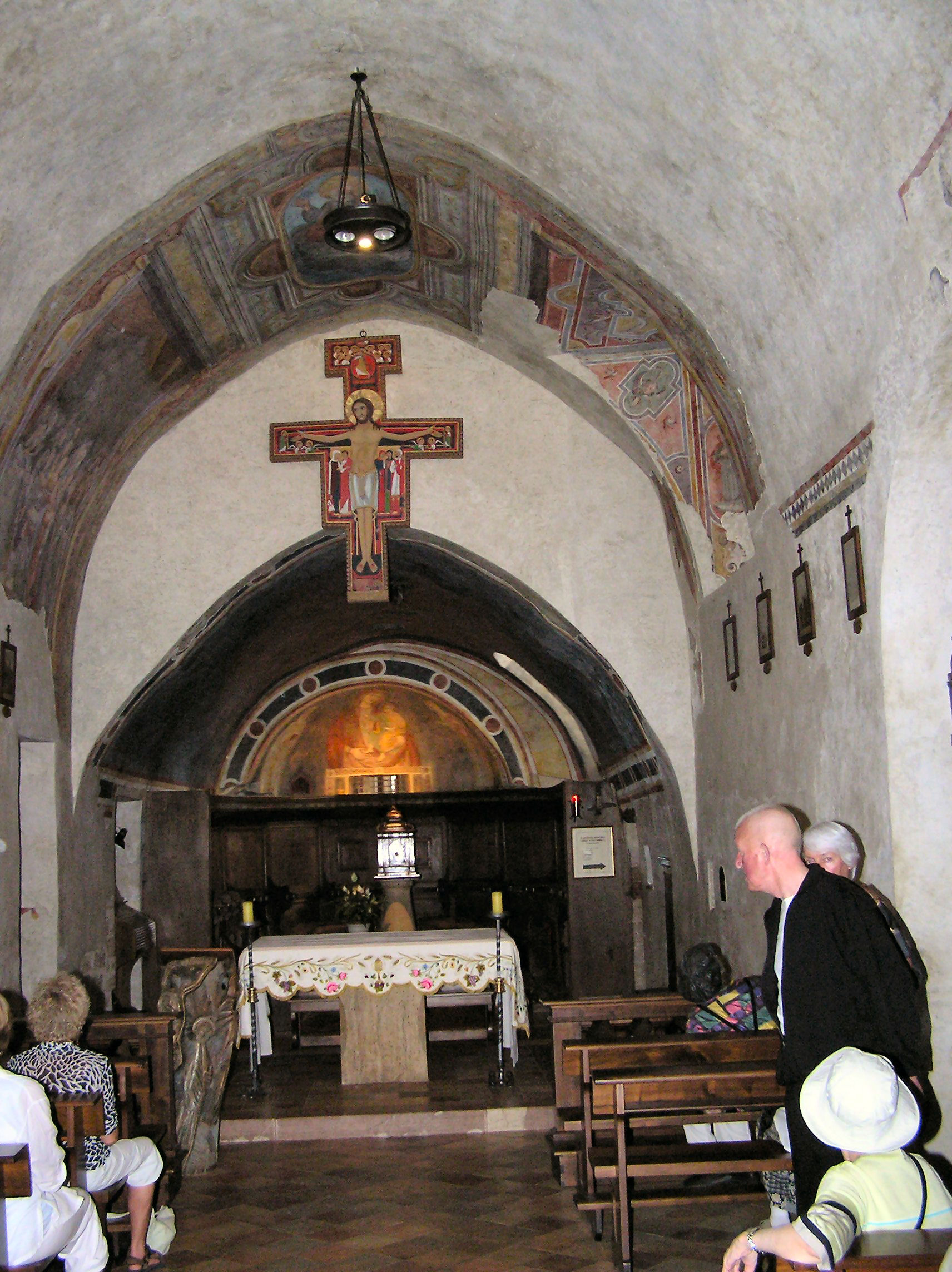
Interno della chiesa di San Damiano; il Crocifisso posto sopra l'altare è una copia.

La croce di San Damiano era una di un certo numero di croci dipinte con figure simili nel XII secolo in Umbria, secondo la tipologia del Christus triumphans. Il nome dell'artista è sconosciuto ma l'opera è databile all'anno 1100 circa. Lo scopo di una croce icona era di insegnare il significato dell'evento rappresentato e rafforzare la fede delle persone. Lo stile bizantino era comune in Italia prima di Cimabue e Giotto.
Nel 1257, quando si trasferirono da San Damiano alla basilica di Santa Chiara, le clarisse portarono con loro il Crocifisso originale e lo conservano ancora oggi. Attualmente è posto sopra l'altare della cappella del Crocifisso, una ricostruzione della chiesa di San Giorgio che fu demolita per costruire la basilica. Sopra l'altare della chiesa di San Damiano invece è stata posta una copia.

## Descrizione
Gesù è rappresentato contemporaneamente ferito e forte. Egli non è morto, sta dritto e risoluto. Siamo dinanzi all'iconografia del Christus triumphans (che trionfa sulla morte), e la sua aureola include già l'immagine della croce glorificata. Il colore luminoso del suo corpo contrasta col rosso scuro e il nero attorno e accentua l'importanza di Gesù. Mentre il Cristo è rappresentato nella sua piena statura tutte le altre figure sono rappresentate rimpicciolite. Sopra la testa è posta la scritta in latino (titulus crucis) con delle abbreviazioni  (Gesù nazareno re dei giudei).

### Testimoni maggiori
I personaggi più grandi sono i cinque testimoni della crocifissione e di Gesù come Signore. I loro nomi sono scritti sotto le figure. Sul lato sinistro: Maria, madre di Gesù, e san Giovanni, al quale Gesù affidò sua madre. Sul lato destro: Maria Maddalena, Maria di Cleofa, madre di Giacomo il minore e di Giuseppe, e il centurione (che ha la mano destra nel segno dell'allocuzione), colui che nel Vangelo secondo Marco proclama Questo è veramente il Figlio di Dio. Maria Vergine e Maria Maddalena hanno la mano sul viso per esprimere dolore.

### Testimoni minori
Tre figure più piccole sono rappresentate come testimoni della crocifissione. In basso a sinistra c'è Longino, il soldato romano che perforò il costato di Gesù con una lancia. È rappresentato con una lancia mentre guarda Gesù. Il sangue che scende dal braccio di Gesù inizia dal gomito e gocciola giù verticalmente, per finire sul volto di Longino. In basso a destra c'è Stephaton, identificato come il soldato che offrì a Gesù la spugna imbevuta nell'aceto: sostiene il bastone e la spugna con la stessa postura con cui Longino tiene la lancia.
Osservando sopra la spalla sinistra del centurione si nota un piccolo volto. Guardandolo attentamente, si notano alle sue spalle le sommità di tre teste. In accordo con la convenzione del tempo, questo può essere il volto dell'artista che rende se stesso immortale come testimone di Cristo.

### Angeli
Sei angeli, tre per lato, sono disposti alle estremità del braccio orizzontale della croce. Sono rappresentati come meravigliati dall'evento della crocifissione: la posizione delle loro mani indica che stanno discutendo di questo evento e invitano l'osservatore a meravigliarsi con loro.

### Santi patroni
Ai piedi della croce c'è l'immagine danneggiata di sei figure, due dei quali rappresentati con l'aureola. In accordo con la tradizione questi sono i patroni dell'Umbria: san Giovanni apostolo, san Michele, san Rufino, san Giovanni il Battista, san Pietro e san Paolo.

### L'accoglienza celeste
In cima alla croce si vede Gesù, ora vestito con abiti regali, che sostiene la croce come uno scettro trionfante. Sta salendo dalla tomba verso il Regno dei Cieli. Dieci angeli sono raccolti attorno. Cinque di loro hanno le mani stese in un gesto di benvenuto verso Gesù che ha a sua volta la sua mano alzata in segno di saluto.

### La mano destra di Dio
Nella sommità della croce c'è la mano del Padre con due dita distese. Gesù viene raccolto dai morti per mezzo della mano destra di Dio Padre. Questo può essere anche interpretato come la benedizione del Padre su quanto Gesù ha fatto.

### Gli animali
Sul lato destro della figura vicino al polpaccio sinistro di Gesù c'è la piccola figura di un uccello. Alcuni storici dell'arte pensano possa essere un gallo segno del tradimento subìto da Gesù. Altri pensano possa essere un pavone, simbolo di immortalità nella prima arte cristiana.